# Вшивцев, Юрий Михайлович
Ю́рий Миха́йлович Вши́вцев (11 января 1940, Киров — 26 апреля 2010) — советский футболист, нападающий. С 1973 по 2000 год работал дипломатическим курьером в МИДе СССР, а затем и России, объездив, по собственным воспоминаниям, около 120 стран.

## Карьера
Воспитанник кировского «Буревестника», первый тренер — Александр Андреевич Машонкин. В 1958—1962 гг. выступал в классе «Б» (второй по силе дивизион) за кировское «Динамо». Как позже вспоминал Вшивцев, большое влияние на его становление оказал Александр Келлер, тренировавший кировское «Динамо» в 50-е. В 1959 году Вшивцев стал победителем Спартакиады народов РСФСР в составе сборной Кировской области. По ходу сезона 1962 года перешёл в клуб Высшей лиги московское «Динамо». Руководство москвичей обратило на форварда внимание после того, как кировская команда, будучи проездом в Харькове, обыграла со счётом 4:3 в товарищеском матче местный «Авангард» (клуб Высшей лиги). Проведя за московское «Динамо» товарищеский матч с бразильским «Фламенго», где забил два гола, был заявлен на первенство страны, в котором также дебютировал весьма удачно (выйдя на замену в гостевом матче против «Торпедо» из Кутаиси, забил победный гол). Чемпион СССР 1963, серебряный призёр чемпионата СССР 1962, 1967, обладатель Кубка СССР 1966/67 в составе московского «Динамо». Мастер спорта (1962). В 1969 году играл в высшей лиге за ЦСКА, в 1970—1972 гг. — за барнаульское «Динамо» во второй группе «А»/Второй лиге (третьем по силе дивизионе), в 1973 году — за вологодское «Динамо» во Второй лиге.

## Достижения
- Чемпион СССР: 1963
- Обладатель Кубка СССР: 1967